# 伊藤正樹
伊藤 正樹（いとう まさき、1988年11月2日 - ）は、日本の元トランポリン選手。

## 人物・経歴
1988年11月2日、東京都練馬区出身。9歳上の姉について行く形で6歳の時にトランポリンを始める。小学校入学までは水泳、野球、体操などのスポーツをやっていたが、小学校以後は大泉スワロー体育クラブで本格的にトランポリン競技に取り組むようになる。
練馬区立大泉小学校3年の時に、日本トランポリン協会のオリンピック指定強化育成選手第1期生として、上山容弘ら年長の選手と共に選ばれる。練馬区立大泉中学校 卒業の際に「もっと強くなりたい。その為には環境の整っている高校がいい」と考え、石川県金沢市の金沢学院東高等学校への進学を決断する。
高校進学後に、師と慕う福井卓也との出逢いにも恵まれる。将来的に世界で戦うことを見据えて福井に“技を美しく見せる”ために大技を制限されるなどされつつも、基礎を叩き込まれて行く。金沢学院大学入学後に徐々にレベルアップするようになり、2008年の北京オリンピック代表選考会では次点に敗れて代表を逸したが、同年の日全日本トランポリン競技選手権大会で優勝し、翌2009年以後はナショナルチームのトップ選手として活躍するようになる。
金沢学院大学卒業後も金沢学院大学大学院へ進学、大学のクラブチーム（金沢学院大学クラブ）所属選手として選手活動を行っている。
2011年のバーミンガム（ イギリス）での世界選手権では団体戦で優勝、個人戦では3位に入り、日本トランポリン協会による『世界選手権個人戦決勝競技最上位入賞者をオリンピック代表とする』規定により、2012年ロンドンオリンピック出場選手と決定した。
2012年ロンドンオリンピックでは4位の成績を残した。
2016年リオデジャネイロオリンピックでは6位の成績を残した。
2019年4月16日、腰のけがにより、現役引退を表明。
2023年3月、日本プロ麻雀協会のプロテストに合格し、研修生として日本プロ麻雀協会に入会した。

## 戦績
- 全日本トランポリン競技選手権大会 - 優勝3回（2008年～2010年）
- ワールドカップ - 個人戦優勝1回（2011年、川崎大会）